# Filhos de Deus

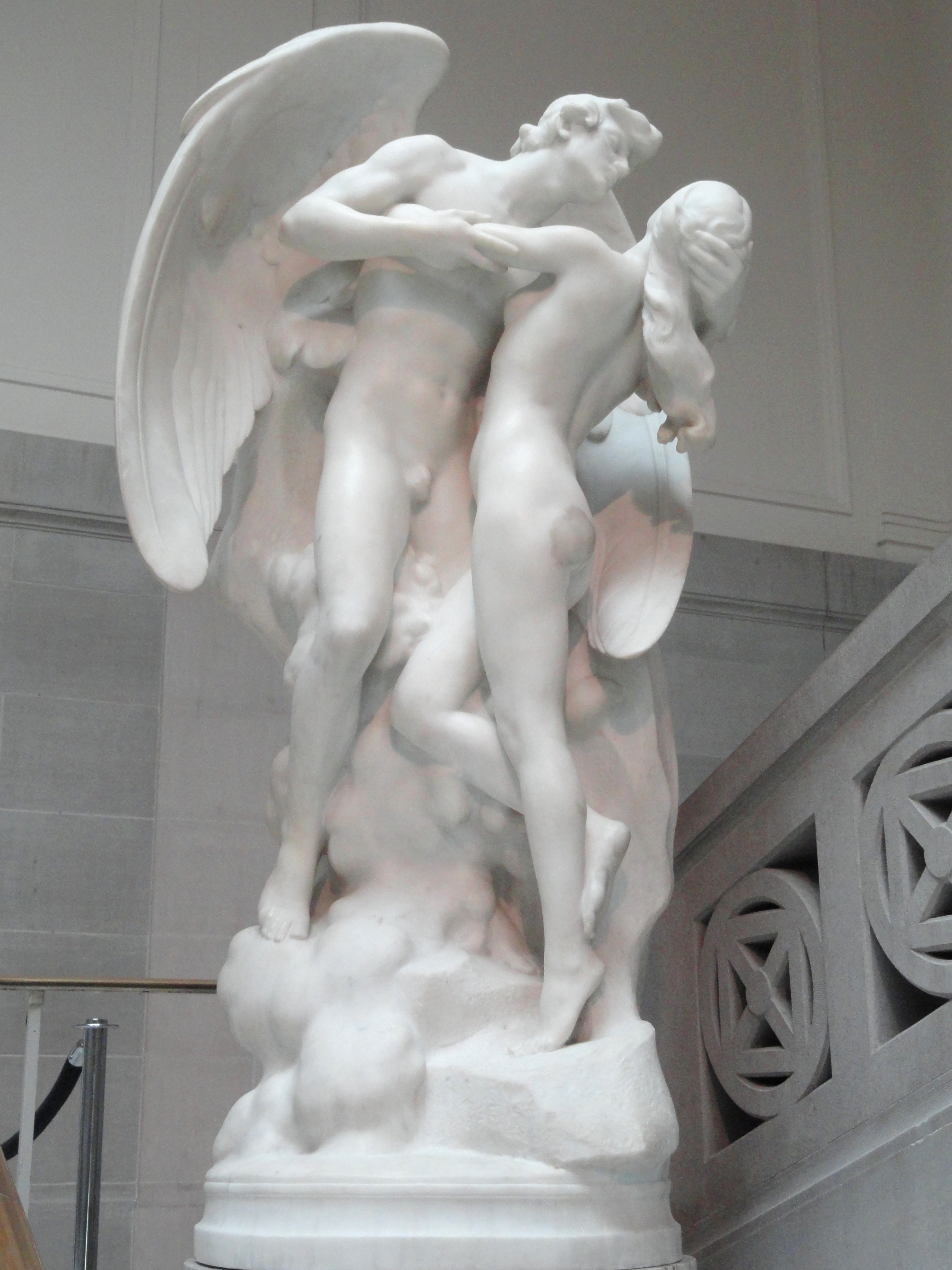
Os Filhos de Deus Viram que as Filhas dos Homens eram Justas, de Daniel Chester French, Modelado em 1918 e Esculpido em 1923.

Existem várias teorias relativas à identidade dos Filhos de Deus (benei ha elohim, בני האלהים, contrastando com "filhas dos homens") identificadas no livro de Gênesis.
"Quando os homens começaram a aumentar em número na terra e filhas nasceram para eles, os filhos de Deus viram que as filhas dos homens eram bonitas, e eles casaram algum deles que escolheram."(Genesis 6:1)

## Teorias
Uma teoria é que os filhos de Deus são os descendentes de Sete, a descendência abençoada de Adão. As filhas de homens, em seguida, são vistas como os descendentes de Caim. Esta é a opinião dada pelo livro pseudepigrafo: Conflito de Adão e Eva com Satanás.
Uma segunda teoria é que os filhos de Deus são anjos, que vieram à terra e tiveram filhos com as filhas dos homens. Esta opinião é corroborada pela epístola de Judas:
E os anjos que não mantiveram as suas posições de autoridade mas abandonaram a sua própria casa. Ele tem esses mantidos no escuro, vinculados com eterna cadeias de julgamento sobre o grande dia.(Judas 1:6)
Este ponto de vista é também baseado no Livro de Enoque.
Uma terceira teoria gira em torno do fato de que "elohim" literalmente significa "poder" e é, por vezes, utilizado na Bíblia para se referir a governantes humanos.
Uma quarta teoria diz respeito a "filhos de Deus" para os 70 filhos de El e Atirate na tradição cananeia do Ugarite, a partir de cujo casamento com as titânides (as filhas do homem), as 70 nações da terra nasceram. Cada cidade ou pessoas tiveram, portanto, a sua própria divindade, com quem tinha um pacto especiai (isto é Baal Berite = Senhor do Pacto). Este casamento da divindade com as cidades que parece ter paralelos bíblicos também com as histórias da ligação entre Melcarte e Tiro, Javé e Jerusalém; Chemoche e Moabe, Tanit e Baal com Cartago, e pode ter sido celebrada anualmente após o ano novo com um hieros gamos ou Sagrado casamento, em que um Qadeshtu (Holy One) assumiu o papel de consorte do Deus, representando a cidade.